# Исход северных шайеннов
Исход северных шайеннов — попытка северных шайеннов вернуться на родные земли после того, как правительство США отправило их на Индейскую территорию к своим южным сородичам. Это событие стало одним из наиболее важных в истории шайеннов, также известно как Шайеннская война, Рейд Тупого Ножа и Шайеннская кампания.

## Предыстория
После битвы при Литтл-Бигхорн американская армия начала усиленно преследовать северных шайеннов, принуждая их капитулировать. Осенью 1876 года, после Боя Тупого Ножа, группа Утренней Звезды и Маленького Волка потеряла всё своё имущество, в том числе более 600 лошадей. Весной 1877 северные шайенны начали сдаваться и приходить на территорию резерваций. Первоначально им было дано обещание от военных США, что они останутся жить вместе с сиу вблизи Блэк-Хилс, но позже, индейский агент объявил, что они должны переселиться на юг в резервацию Форт-Рено на Индейской территории.

## Жизнь на юге
В августе 1877 года северные шайенны прибыли в резервацию, в которой проживали совместно южные шайенны и южные арапахо. Прожив около года, многие северные шайенны захотели вернуться на родные земли. Условия жизни на юге оказались очень тяжёлыми: многие индейцы болели, правительственные пайки были скудными, а дичь в округе отсутствовала.

В конце лета 1878 года среди шайеннов вспыхнула эпидемия кори. Маленький Волк объявил индейскому агенту, что многие его люди больны, они не выносят жаркого климата и хотят вернуться домой. Агент сказал ему, что возможно, в следующем году они получат разрешение на перемещение, на что вождь ему ответил, что через год все они умрут. В заключении Маленький Волк произнёс:
Солдаты могут убить нас всех, но заставить нас жить на этой земле им не удастся.

## Исход

### Побег на север
Ранним утром 10 сентября 1878 года северные шайенны двинулись вверх по Норт-Канейдиан-Ривер. Южные шайенны дали им лошадей и снаряжение, которое смогли раздобыть. Миновав район современного города Ватонга, они пересекли реку Симаррон и вышли к границе штата Канзас. Шайенны двигались очень быстро, оставляя позади себя разведчиков, чтобы знать, преследуют ли их солдаты. На территории современного округа Кларк беглецы решили немного отдохнуть и разбили лагерь.

### Бои в Канзасе

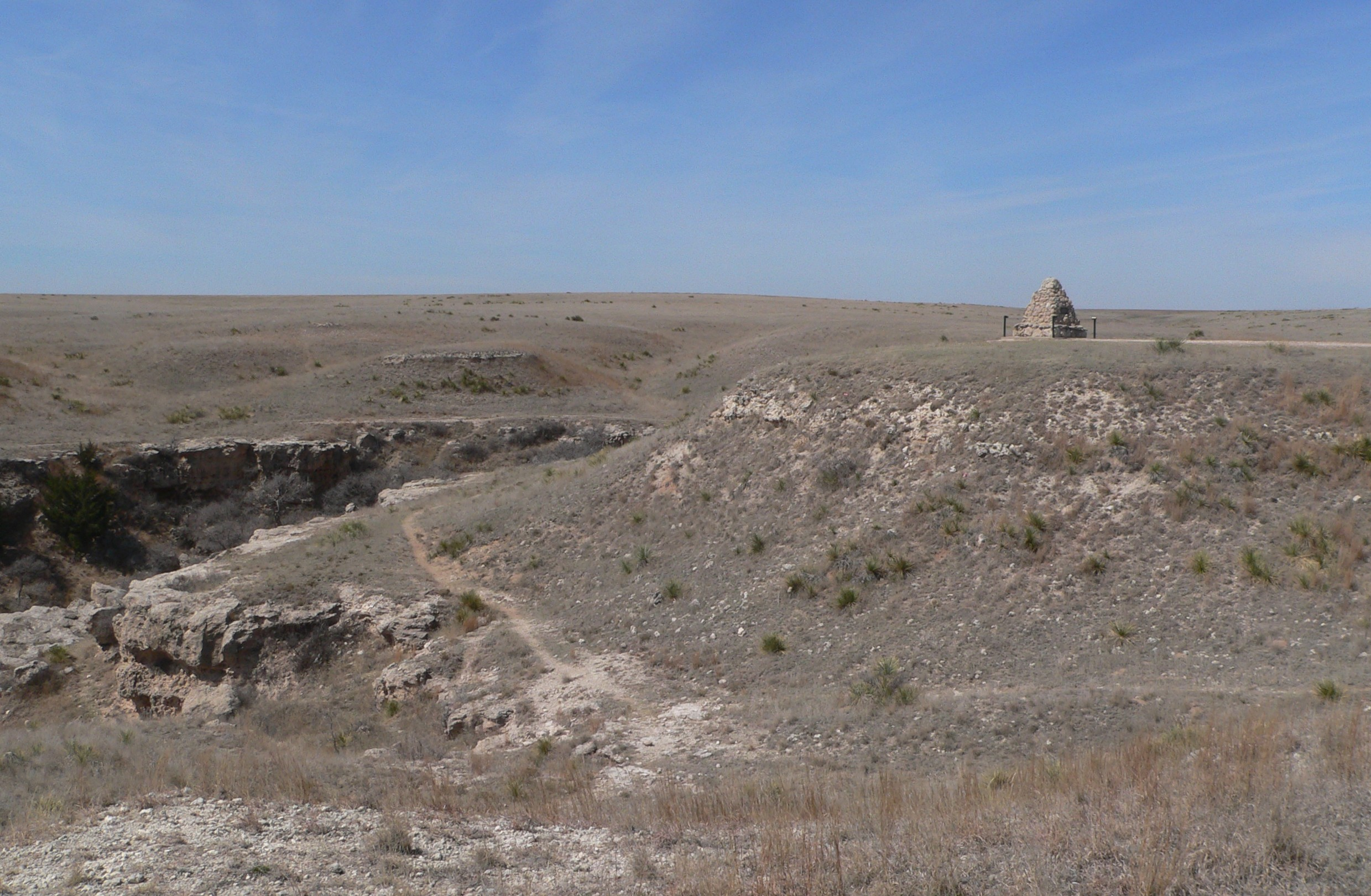
Каньон, где произошёл бой между северными шайеннами и солдатами под командованием подполковника Уильяма Льюиса

Узнав, благодаря разведчикам, что армия преследует их, северные шайенны решили дать бой у Тёрки-Спрингс и выбрали оборонительную позицию. Им было предложено сдаться и вернуться обратно на Индейскую территорию, но беглецы ответили отказом. Атака солдат не принесла результата, так как у обороняющихся была отличная позиция, к тому же, военные попали в ловушку и оказались отрезанными от питьевой воды почти на сутки. На следующее утро шайенны возобновили свой путь на север; чтобы обмануть преследователей, они разбились на несколько групп. 
Во время пути вожди запрещали молодым воинам отлучаться от группы, но те всё же ускользали и возвращались со свежими лошадьми, угнав их у белых поселенцев. Иногда такие кражи сопровождались убийствами мирных жителей. В конце сентября солдаты несколько раз настигали отступавших, но всякий раз тем удавалось ускользнуть. Передвигаясь по труднопроходимой местности, северные шайенны исключали для американской армии возможность использовать большие пушки. Сотни солдат и около трёх тысяч добровольцев преследовали голодных и практически безоружных воинов, обременённых большим количеством женщин и детей, но индейцам удавалось отбивать все атаки и продолжать свой путь.

## Разделение
Когда северные шайенны перешли реку Норт-Платт, они решили разделиться на две группы. Утренняя Звезда, который всегда был близок к сиу, решил идти в форт Робинсон. Он полагал, что их теперь оставят в покое. Дикий Вепрь и Левая Рука решили идти вместе с ним. Маленький Волк со своими последователями принял решение остаться в районе Сэнд-Хилс, в Небраске, а затем продолжить путь на север.

### Группа Утренней Звезды
25 октября 1878 года группа Утренней Звезды достигла форта Робинсон. Воины согласились сложить оружие, если им позволят жить вместе с лакота в резервации Пайн-Ридж. 150 шайеннов поселили в солдатские казармы.
3 января 1879 года шайеннам объявили, что им придётся вернуться на юг. Утренняя Звезда наотрез отказался возвращаться, Дикий Вепрь и Левая Рука, после разговора с американскими офицерами, также отказались. Индейцев заковали в кандалы и заперли в бараках. 9 января северные шайенны попытались совершить побег, выбили окна и начали выпрыгивать из бараков. Появившиеся солдаты открыли огонь. Более половины индейцев, находившихся в казармах, были убиты. Это событие стало известно как Восстание в форте Робинсон. Утренняя Звезда смог ускользнуть от солдат и позднее добрался до агентства Красного Облака. Лишь спустя несколько месяцев пленникам форта Робинсон разрешили присоединиться в остальным северным шайеннам в форте Кио, Территория Монтана, но несколько беглецов были осуждены за разбой и убийства в Канзасе.

### Группа Маленького Волка
Проведя зиму в Сэнд-Хилс, где было много разнообразной дичи, группа Маленького Волка направилась в марте 1879 года к реке Паудер. Там их обнаружили разведчики из форта Кио. После переговоров, сначала с разведчиками, а затем с лейтенантом Уильямом Кларком, которого шайенны звали Белой Шляпой, Маленький Волк согласился сдаться и последовать в форт Кио. Кларк разрешил шайеннам оставить оружие и заниматься охотой. Некоторое время спустя, группе Маленького Волка было разрешено перебраться к реке Тонг, на землю, которая стала резервацией для северных шайеннов.

## Создание резервации
Через несколько лет, согласно постановлению американского правительства от 26 ноября 1884 года, на Территории Монтана была создана резервация для северных шайеннов площадью 1 502 км². На территории резервации было множеством высоких холмов, покрытых хвойными деревьями, вода и трава тут были в изобилии. Северные шайенны были довольны этой местностью, они больше никогда не возвращались на юг.

### Книги
- Джон Стоит в Лесу; Либерти, Маргот. Воспоминания шайена. — Санкт-Петербург: «Первые Американцы», 2004. — 400 с. — («Мир индейцев»). — 200 экз.
- Маркис, Томас Б. Деревянная Нога — воин, сражавшийся с Кастером. — Санкт-Петербург: «Первые Американцы», 2004. — 320 с. — («Мир индейцев»). — 200 экз.
- Стукалин, Юрий. Энциклопедия военного искусства индейцев Дикого Запада. — Москва: «Яуза» и «Эксмо», 2008. — 688 с. — 4100 экз. — ISBN 978-5-699-26209-0.
- Стукалин, Юрий. Хороший день для смерти. — Москва: «Гелеос», 2005. — 384 с. — 300 экз. — ISBN 5-8189-0323-0.
- John H. Monnett. Tell Them We Are Going Home: The Odyssey of the Northern Cheyenne. — Norman: University of Oklahoma Press. — 288 с. — ISBN 978-0806136455.

### Статьи
- Green, Jerome A. The Coming Home Trail (англ.) // Kansas History. — Topeka, KS: Kansas State Historical Society, 2015. — Vol. 38, iss. 4. — P. 223—228. — ISSN 0149-9114.
- Leiker, James N.; Powers, Ramon. The Northern Cheyenne Exodus in History and Memory: An Overview (англ.) // Kansas History. — Topeka, KS: Kansas State Historical Society, 2015. — Vol. 38, iss. 4. — P. 243—249. — ISSN 0149-9114.